# Đồn Rạch Cát
Đồn Rạch Cát là pháo đài quân sự đồ sộ vào loại nhất nhì Việt Nam tại ấp Long Ninh, xã Long Hựu Đông, huyện Cần Đước, tỉnh Long An, Việt Nam.

## Kiến trúc
Đây là pháo đài phòng thủ ven biển kiên cố, kiến trúc độc đáo có vị trí chiến lược trong phòng thủ cũng như trong tiến công. Nơi đây ghi dấu ấn những sự kiện lịch sử quan trọng ở Cần Đước vào nửa đầu thế kỷ XIX đầu thế kỷ XX và là chứng tích về sự thất bại của thực dân Pháp trước quân dân Long An nói riêng và dân tộc Việt Nam nói chung..
Đồn Rạch Cát nằm ở xã Long Hựu Đông, huyện Cần Đước, tỉnh Long An. Đồn còn gọi là Đồn Rạch Cốc.
Đồn Rạch Cát do thực dân Pháp xây dựng năm 1903. Hoàn thành vào năm 1914. Pháo đài được thiết kế hình vòng cung, xây dựng trên diện tích khoảng 3 ha. Chi phí xây dựng pháo đài khoảng 7 triệu francs thời ấy, cao gấp 3,5 lần chi phí xây dựng Nhà hát lớn Hà Nội. Đồn có chiều dài 300 m, chiều ngang 100 m; gồm 5 tầng (3 tầng chìm, 2 tầng nổi). Tường đồn dày 60 – 80 cm, khiến cho các gian hầm lúc nào cũng mát lạnh. Trên nóc tầng cao nhất có đặt khẩu trọng pháo 105 mm. Di tích đã được xếp hạng cấp tỉnh. Đây được xem là nơi lưu giữ được nhiều pháo đài, công sự thời Pháp hoành tráng nhất miền nam.

## Lịch sử
Ngày 15 tháng 8 năm 1990, Bộ Chỉ huy quân sự tỉnh Long An đã xin cấp giấy chứng nhận quyền sử dụng đất để đơn vị pháo 105 mm trực tiếp quản lý với diện tích 32.000 m².
Ngày 22 tháng 8 năm 1992, UBND tỉnh Long An ban hành Quyết định bảo vệ di tích kiến trúc quân sự Đồn Rạch Cát.
Năm 2012, Quân khu 7 thành lập đoàn đi khảo sát.
Ngày 29 tháng 3 năm 2017, Bộ CHQS tỉnh Long An tham mưu UBND tỉnh Long An ban hành Công văn cho Quân khu 7 để đầu tư, trùng tu công trình Đồn Rạch Cát phục vụ tham quan du lịch.
Ngày 16 tháng 5 năm 2017, Bộ Tư lệnh Quân khu 7 đã xin Bộ Quốc phòng để thực hiện chủ trương của Tỉnh ủy, UBND tỉnh trong việc đầu tư, trùng tu công trình Đồn Rạch Cát, phục vụ tham quan, du lịch.

## Di tích cấp tỉnh
Ngày 26 tháng 8 năm 1992, UBND tỉnh Long An ban hành Quyết định số 818/1992/QĐ-UBND công nhận là di tích lịch sử – văn hóa cấp tỉnh.